# نووایا اسبرودوفکا
نووایا اسبرودوفکا (انگلیسی: Novaya Sbrodovka) یک شهرک در شهرستان شارانسکی استان باشقیرستان کشور روسیه است.